# Henry Bauchau
Henry Bauchau (Mechelen, 22 gennaio 1913 – Louveciennes, 21 settembre 2012) è stato uno scrittore e psicanalista belga.
Divenuto avvocato nel 1936, durante la seconda guerra mondiale partecipò alla Resistenza e combatté sulle Ardenne.
Dal 1945 al 1951 lavorò nel campo dell'editoria e conobbe a Parigi, dove si era trasferito nel 1946, Albert Camus, l'ormai anziano André Gide, Jacques Lacan e Jacques Derrida.
Suo figlio è il celebre attore Patrick Bauchau.
È scomparso nel 2012, soltanto 4 mesi prima del suo 100-esimo compleanno.

## Opere
- Géologie (Gallimard, 1958 ; Prix Max-Jacob)
- L'Escalier bleu (Gallimard, 1964)
- La Pierre sans chagrin (L'Aire, 1966)
- La Dogana (Castella, 1967), fotografie di Henriette Grindat
- Célébration (L'Aire, 1972)
- La Chine intérieure (Seghers, 1975 ; Actes Sud, coll. Le souffle de l'esprit, 2003)
- La Sourde Oreille ou le Rêve de Freud (L'Aire, 1981)
- Edipo sulla strada (Giunti, 1993)
- Poésie 1950-1986 (Actes Sud, 1986). Prix quinquennal de Littérature 1985 (Belgique) ; prix Foulon de Vaulx de la Société des Gens de Lettres de France 1987
- Heureux les déliants, poèmes 1950-1995 (Labor, Espace Nord, 1995)
- Exercice du matin (Actes Sud, 1999)
- Nous ne sommes pas séparés (Actes Sud, 2006)
- Poésie complète (Actes Sud, 2009)
- Tentatives de louange (Actes Sud, 2011)